# Belleville (métro de Paris)
Pour les articles homonymes, voir Belleville.
Belleville est une station des lignes 2 et 11 du métro de Paris, située à la limite des 10e, 11e, 19e et 20e arrondissements de Paris.

## Situation
La station est implantée à la limite administrative entre le quartier de l'Hôpital-Saint-Louis à l'ouest, le quartier de la Folie-Méricourt au sud, le quartier du Combat au nord et le quartier de Belleville à l'est. Elle se trouve au carrefour formé par la rue de Belleville, le boulevard de la Villette, la rue du Faubourg-du-Temple, la rue Louis-Bonnet et le boulevard de Belleville, les quais étant établis :
- sur la ligne 2, sous le terre-plein central du boulevard de la Villette au nord de l'amorce de la rue Civiale, selon un axe approximativement orienté nord-ouest/sud-est ;
- sur la ligne 11, sous l'extrémité orientale de la rue du Faubourg-du-Temple entre les boulevards précités et la rue de la Présentation, selon un axe approximativement orienté nord-est/sud-ouest.

Le point d'arrêt de la ligne 2 s'intercale entre les stations Couronnes et Colonel Fabien, tandis que celui de la ligne 11, établi en palier, se situe entre Goncourt et Pyrénées. En direction de Nation, la station de la ligne 2 est également précédée d'une voie d'évitement en impasse, embranchée en talon.

## Histoire
La station est ouverte le 31 janvier 1903 avec la mise en service du deuxième prolongement de la ligne 2 Nord, depuis Anvers jusqu'à Rue de Bagnolet (actuelle station Alexandre Dumas) ; cette ligne deviendra plus simplement la ligne 2 le 17 octobre 1907 à la suite de l'absorption de la ligne 2 Sud (correspondant à une large part de l'actuelle ligne 6) par la ligne 5 le 14 octobre précédent.
Elle doit sa dénomination à son implantation au croisement de la rue de Belleville et du boulevard de Belleville, au nord-ouest du quartier éponyme, lequel fait référence à l'ancien village de Belleville ; la rue précitée en constituait la voie principale, tandis que le boulevard la délimitait par l'ouest. 
Le 28 avril 1935, la station de la ligne 11 est ouverte avec l'inauguration de son premier tronçon entre son terminus occidental actuel de Châtelet et la station Porte des Lilas.
Comme un tiers des stations du réseau entre 1974 et 1984, les quais sont modernisés par l'adoption du style décoratif « Andreu-Motte », de couleur orange pour la ligne 2 et verte sur la ligne 11, avec la conservation du carrelage blanc biseauté dans les deux cas. Dans le cadre du programme « Renouveau du métro » de la RATP, les couloirs sont rénovés à leur tour le 29 juillet 2005.
Le 15 décembre 2015, le Conseil de Paris, sur un vœu du groupe PCF-FDG, vote en faveur d'un nouveau nom de la station : Belleville - Commune de Paris 1871, afin de rendre hommage à la Commune de Paris, dont le quartier fut un acteur majeur.
Dans le cadre du prolongement de la ligne 11 jusqu'à Rosny-Bois-Perrier, ses quais sont rehaussés et carrelés du 7 juillet au 30 août 2020 afin de permettre l'arrivée du nouveau matériel MP 14, nécessitant leur fermeture au public durant toute l'opération, puis trois nouveaux accès sont mis en service dans le courant du second semestre : les n°7 et n°9 le 17 septembre et le n°8 à la fin de l'année.
Le 12 septembre 2024, dans le cadre d'une opération baptisée « Ticket to LA », la RATP remplace provisoirement la moitié des plaques nominatives sur les quais afin de célébrer le passage de témoin entre les Jeux olympiques d'été de 2024 à Paris et ceux de 2028 à Los Angeles, comme dans cinq autres stations du réseau renommées d'après des secteurs célèbres du comté de Los Angeles. Belleville est ainsi humoristiquement rebaptisée « Beverly Hills » et sous-titrée Los Angeles 2028.

## Services aux voyageurs

### Accès
La station dispose de neuf accès :

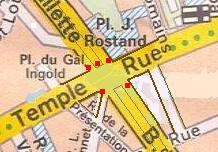
Sur cette carte, la position des accès est indiquée par les carrés rouges.

- accès 1 « Boulevard de Belleville », constitué d'un escalier fixe, débouchant au droit des nos 130-132 de ce boulevard ;
- accès 2 « Rue de Belleville », également constitué d'un escalier fixe, se trouvant face au no 2 du boulevard de la Villette ;
- accès 3 « Boulevard de la Villette », constitué d'un escalier mécanique montant permettant uniquement la sortie, se situant au droit du no 4 de ce boulevard ;
- accès 4 « Terre-plein central du boulevard de la Villette », constitué d'un escalier fixe orné d'un candélabre candélabre Dervaux, débouchant sur ledit terre-plein face aux nos 1, 2 et 3 de ce boulevard ;
- accès 5 « Rue du Faubourg-du-Temple », aussi constitué d'un escalier fixe agrémenté d'un mât Dervaux, se trouvant au droit du no 1 du boulevard de la Villette ;
- accès 6 « Rue Louis-Bonnet », constitué d'un escalier fixe doté d'un candélabre Dervaux, se situant à l'angle formé par les rues du Faubourg-du-Temple et Louis-Bonnet, face au no 79 du boulevard de Belleville ;
- accès 7 « Rue de la Présentation »[3], constitué d'un escalier fixe doté d'un candélabre Dervaux, ouvert en 2020, se trouvant à l'angle de ladite rue et de la rue du Faubourg-du-Temple ; cet accès n'est relié qu'au quai à destination de Rosny-Bois-Perrier de la ligne 11 ;
- accès 8 « Rue de l'Orillon »[3], constitué d'un escalier mécanique montant permettant uniquement la sortie depuis le quai à destination de Rosny-Bois-Perrier, se situant au droit du no 8 de la rue de la Présentation ;
- accès 9 « Cour de la Grâce-de-Dieu »[3], constitué d'un escalier fixe permettant uniquement la sortie depuis le quai à destination de Châtelet, se situant au droit du no 127 de la rue de la rue du Faubourg-du-Temple.

Accès à la station
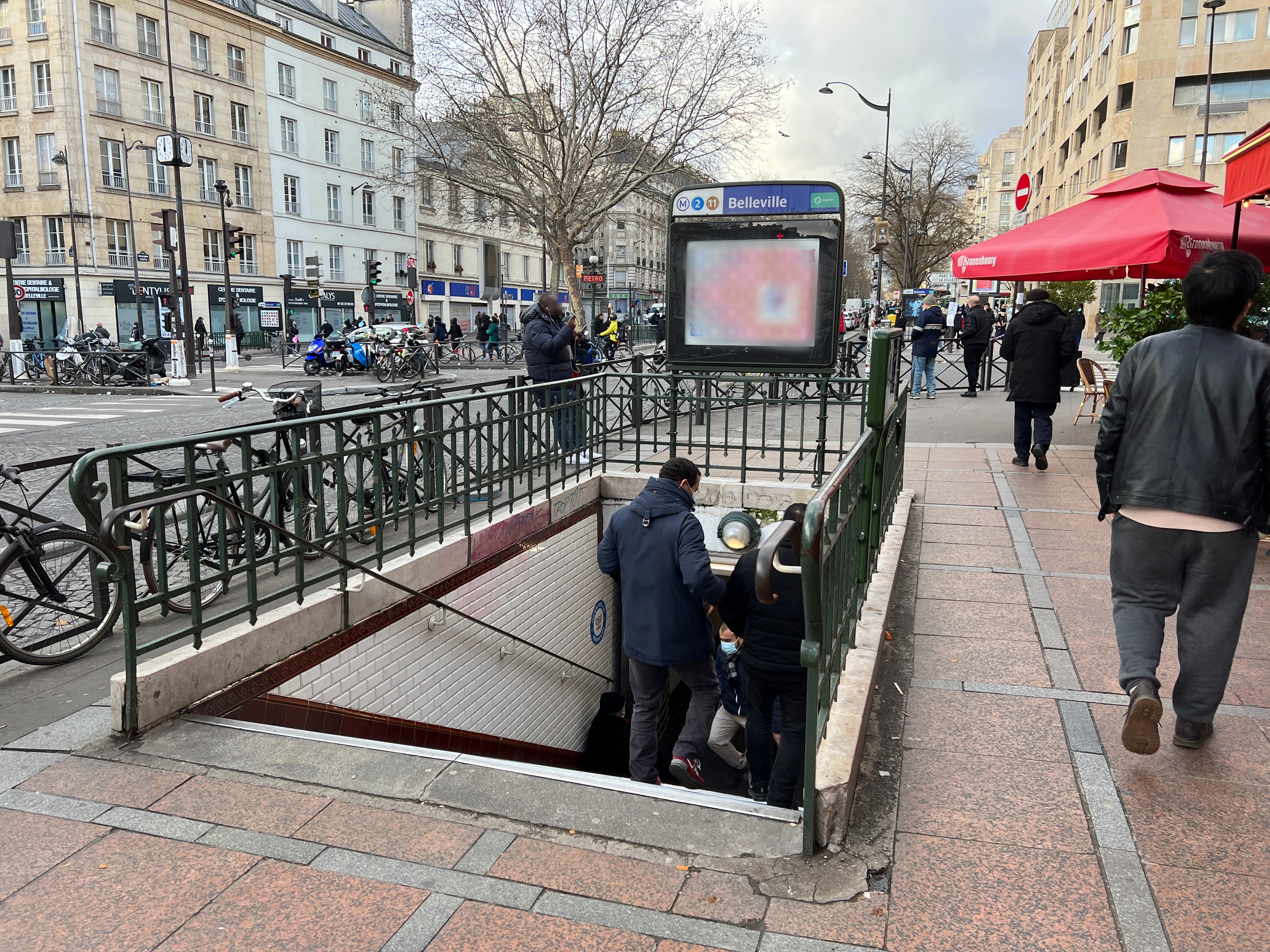
L'accès no 1 « Boulevard de Belleville ».
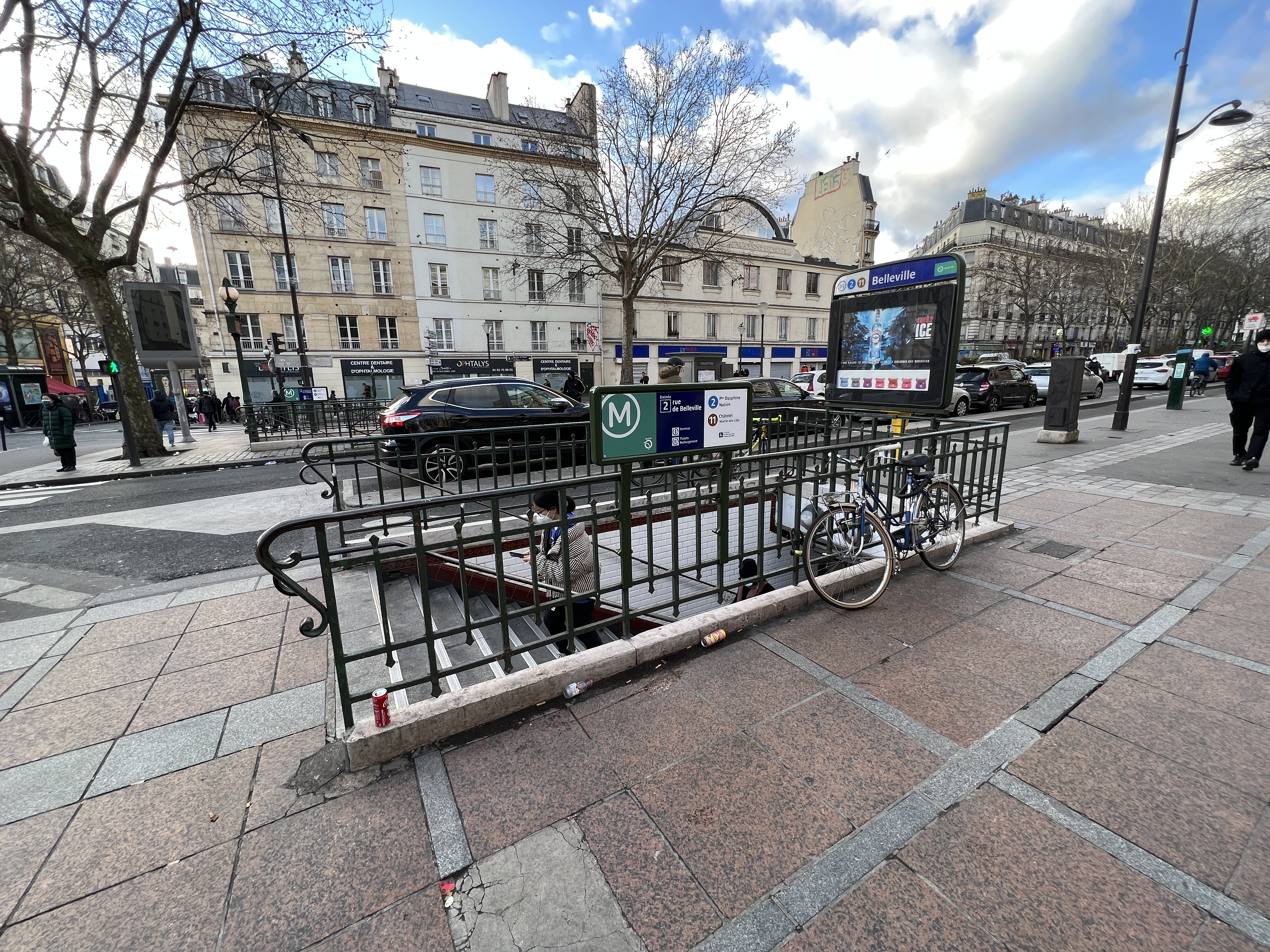
L'accès no 2 « Rue de Belleville ».
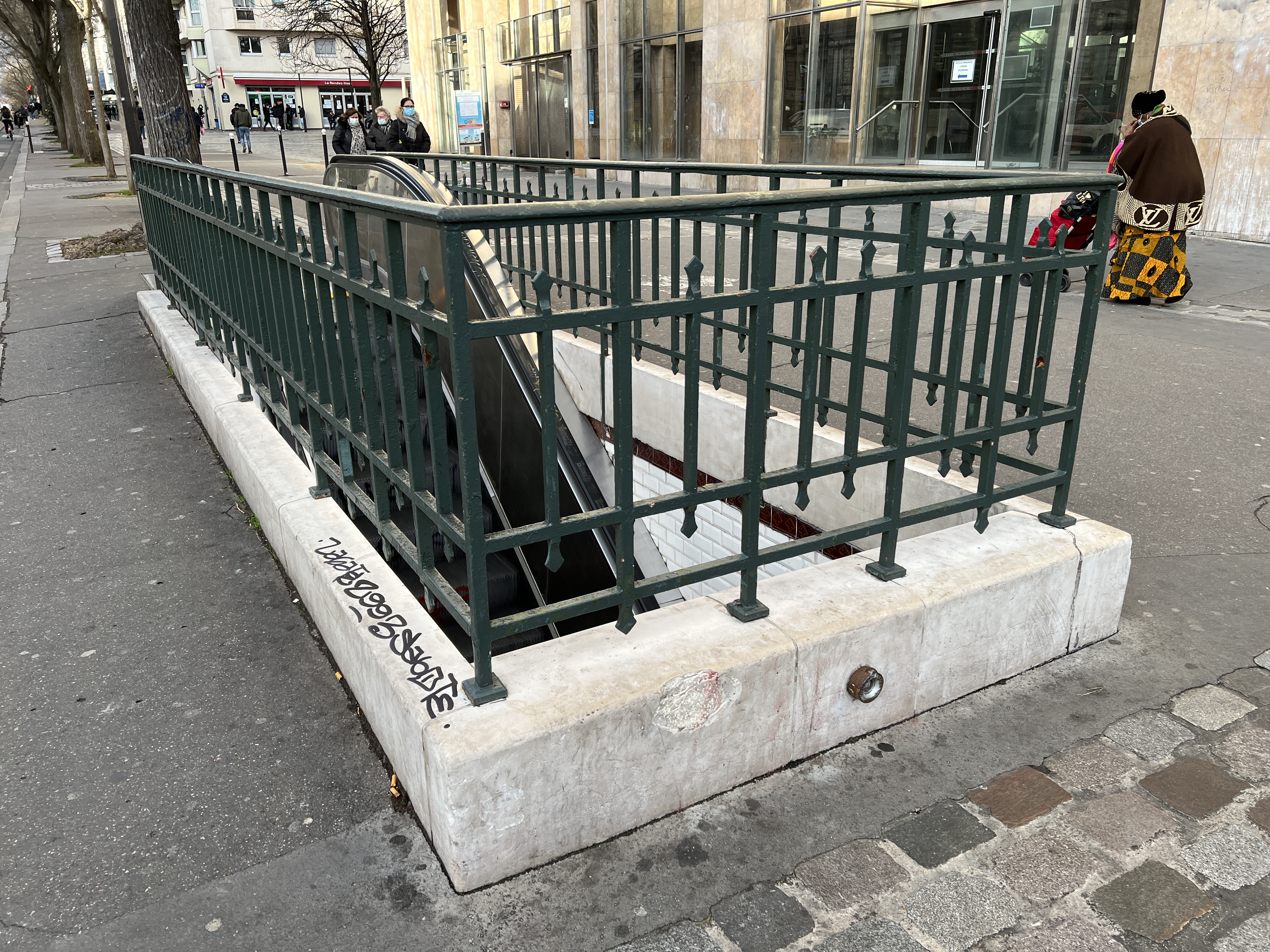
L'accès no 3 « Boulevard de la Villette ».
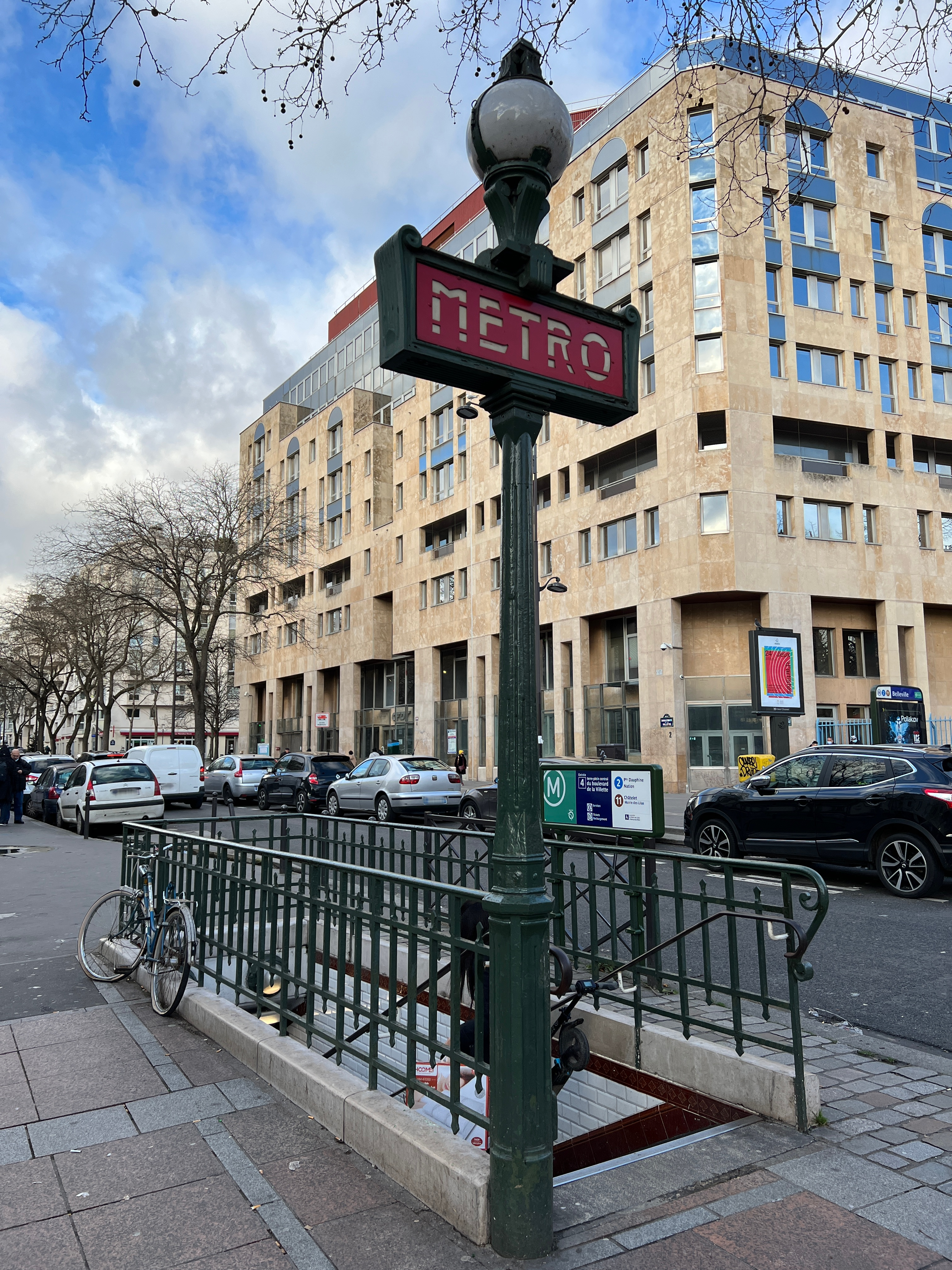
L'accès no 4 « Terre-plein central du Boulevard de la Villette ».

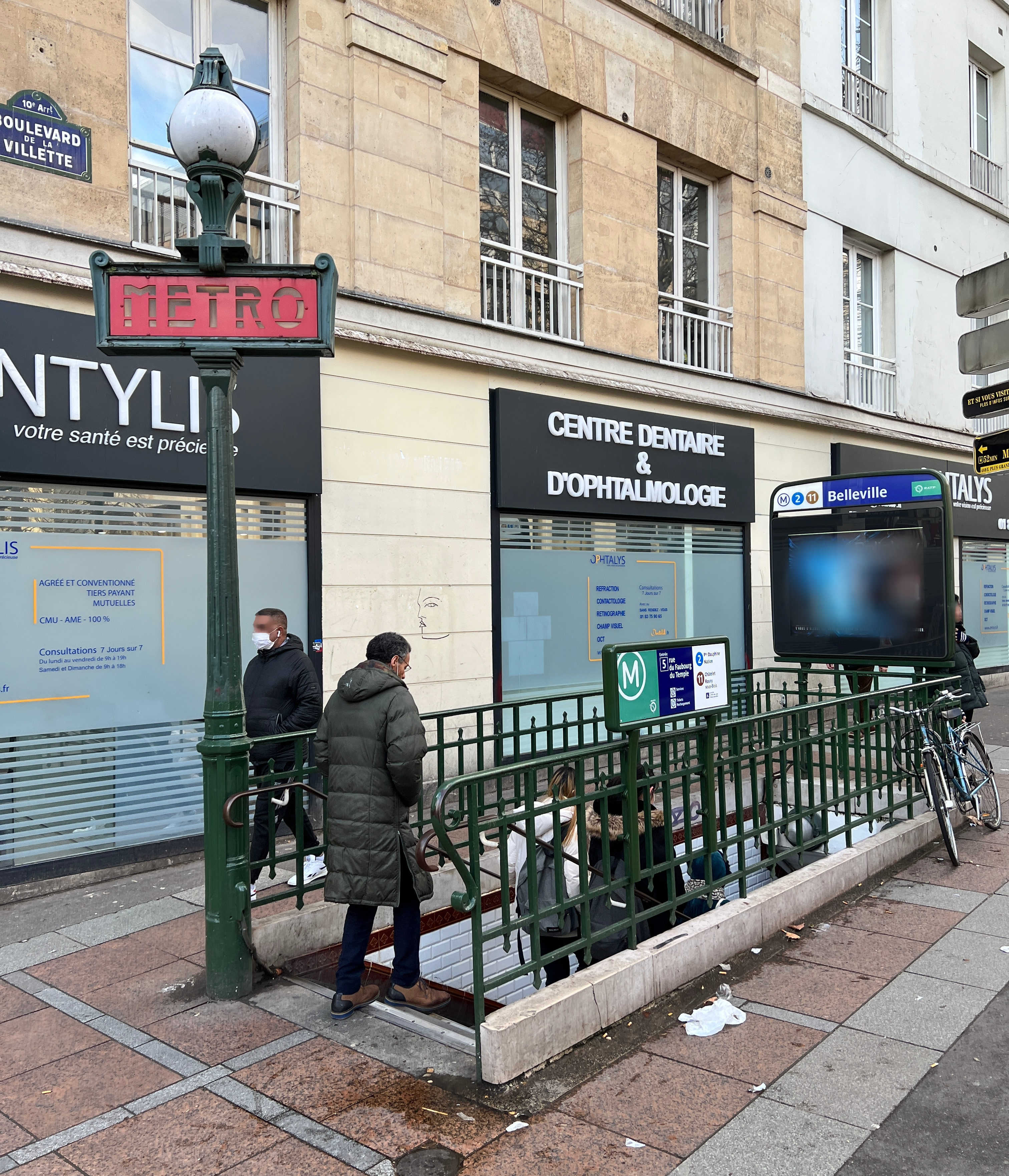
L'accès no 5 « Rue du Faubourg du Temple ».
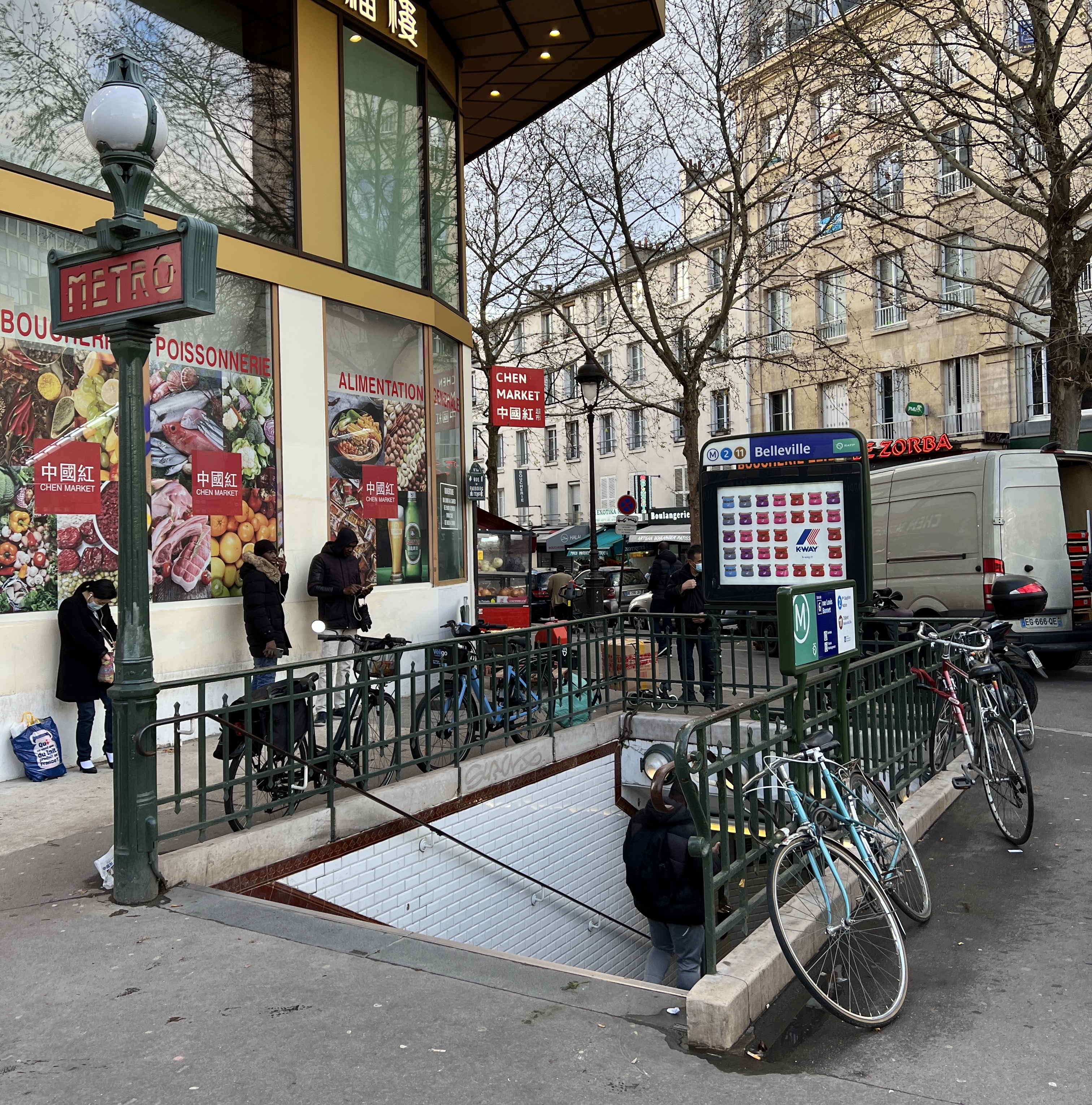
L'accès no 6 « Rue Louis Bonnet ».
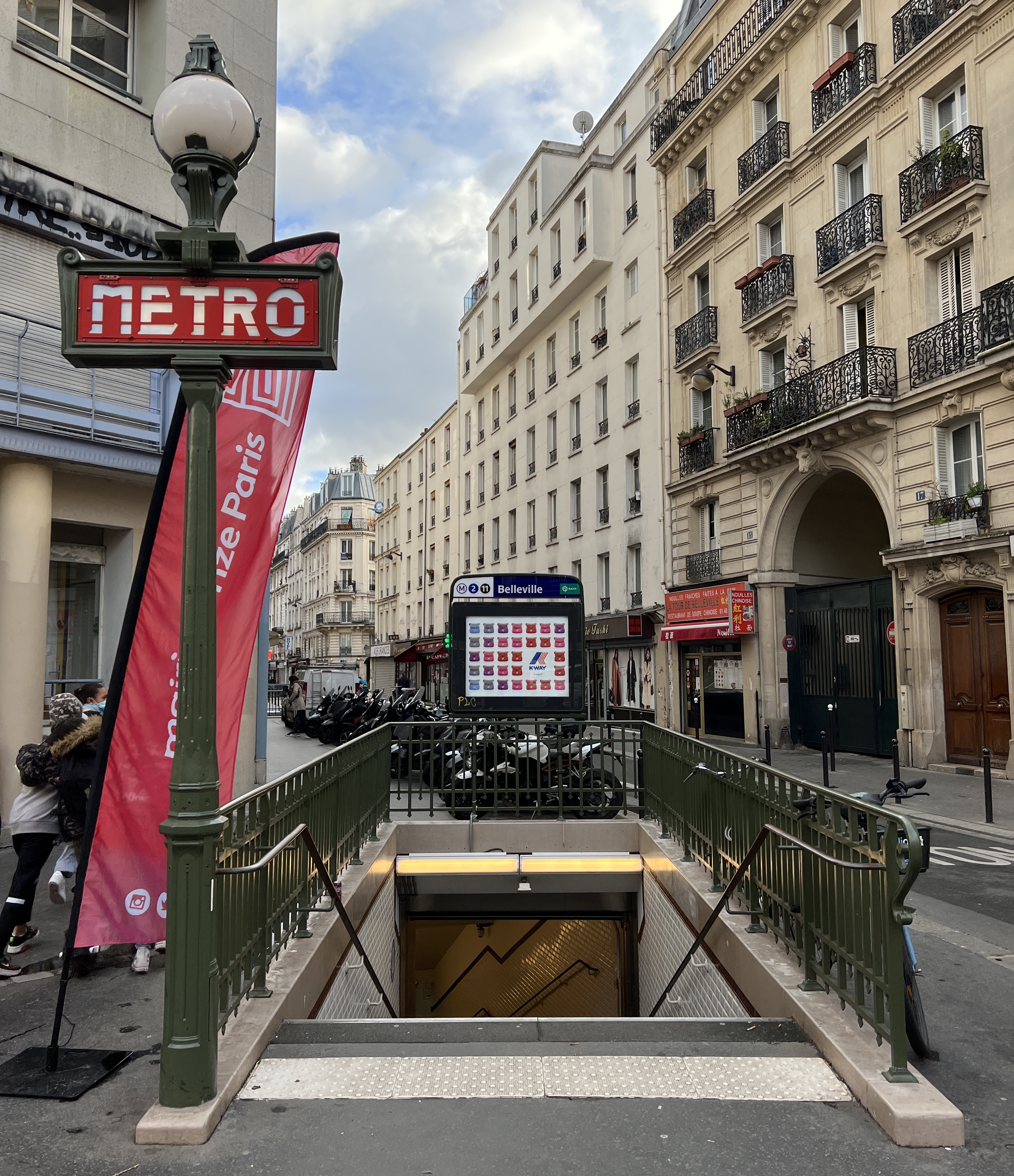
L'accès no 7 « Rue de la Présentation ».
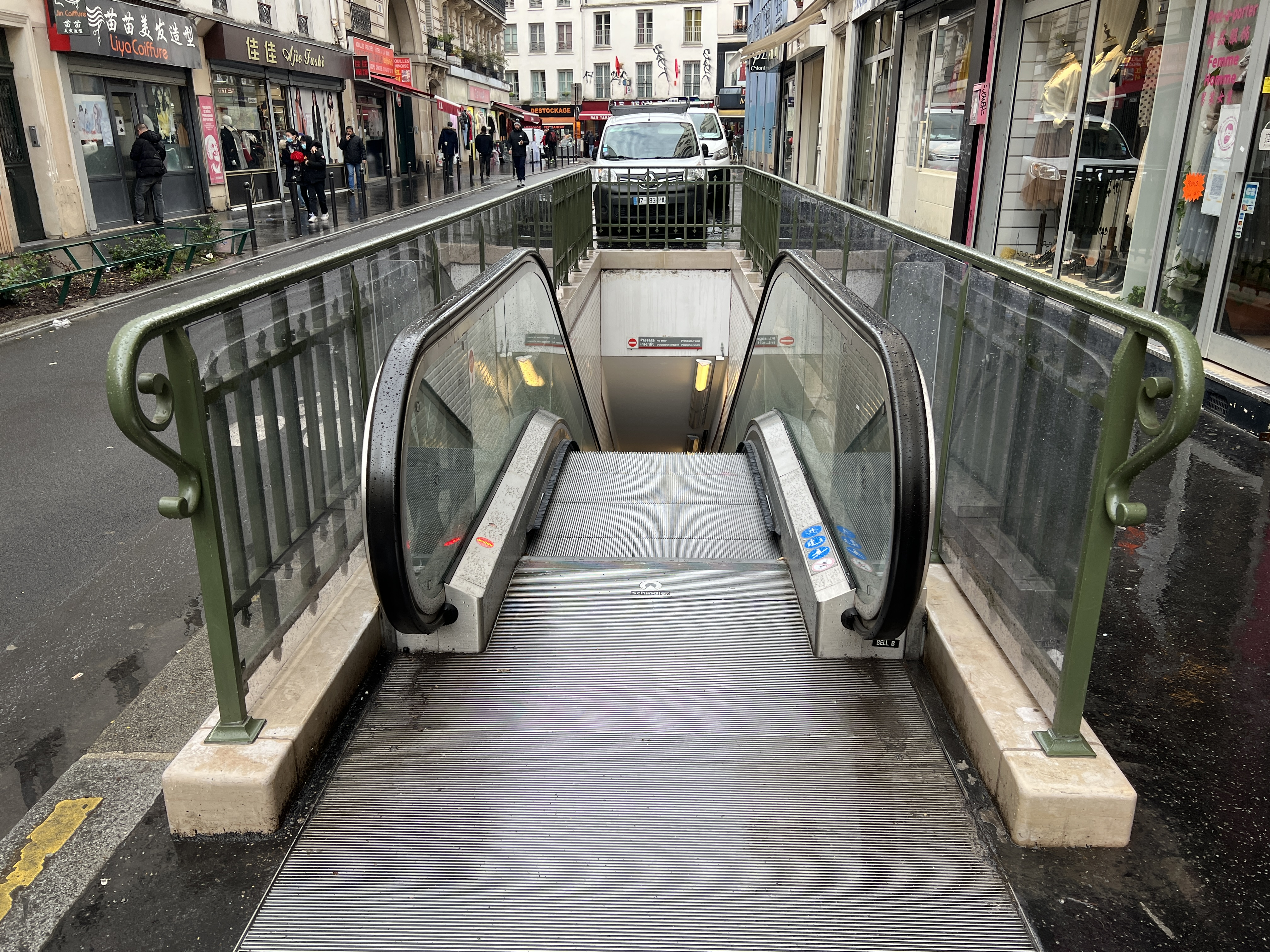
L'accès no 8 « Rue de l'Orillon ».
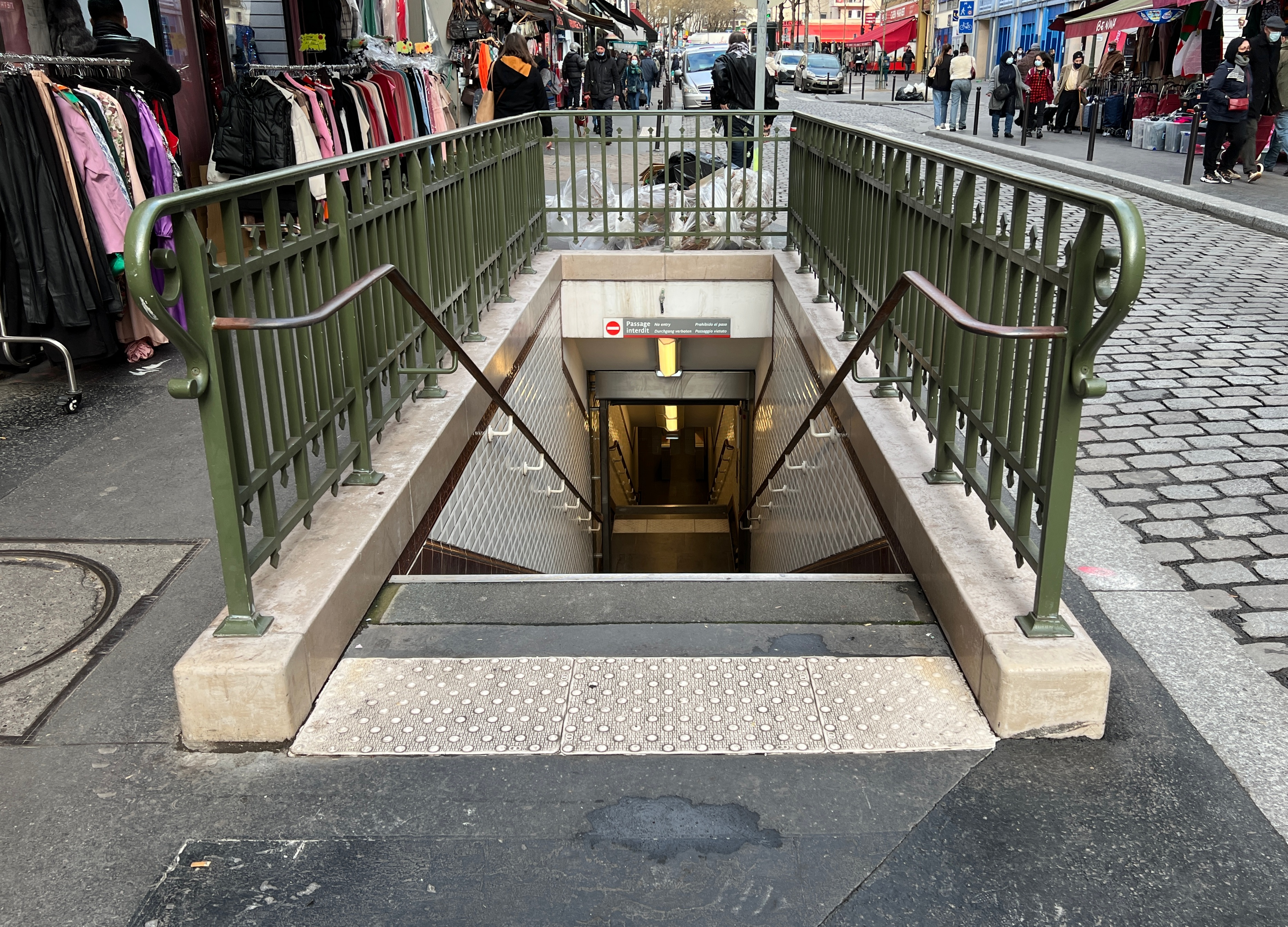
L'accès no 9 « Cour de la Grâce de Dieu ».

### Quais
Les quais des deux lignes, d'une longueur conventionnelle de 75 mètres, sont de configuration standard pour le métro de Paris : au nombre de deux par point d'arrêt, ils sont séparés par les voies du métro situées au centre et la voûte est elliptique. La décoration est de style « Andreu-Motte » dans les deux cas, mais dont seules subsistent les rampes lumineuses, des assises « Akiko » contemporaines ayant remplacé les sièges « Motte » initiaux.
Sur la ligne 2, les bandeaux d'éclairage et les sièges sont de couleur orange, tandis que les carreaux en céramique blancs biseautés recouvrent les piédroits, la voûte ainsi que les tympans. Des cadres publicitaires en céramique blanche se sont substitués aux entourages métalliques, ce qui constitue un cas unique pour une station de style « Motte », et le nom de la station est inscrit en police de caractères Parisine sur des plaques émaillées.

Quais de la ligne 2
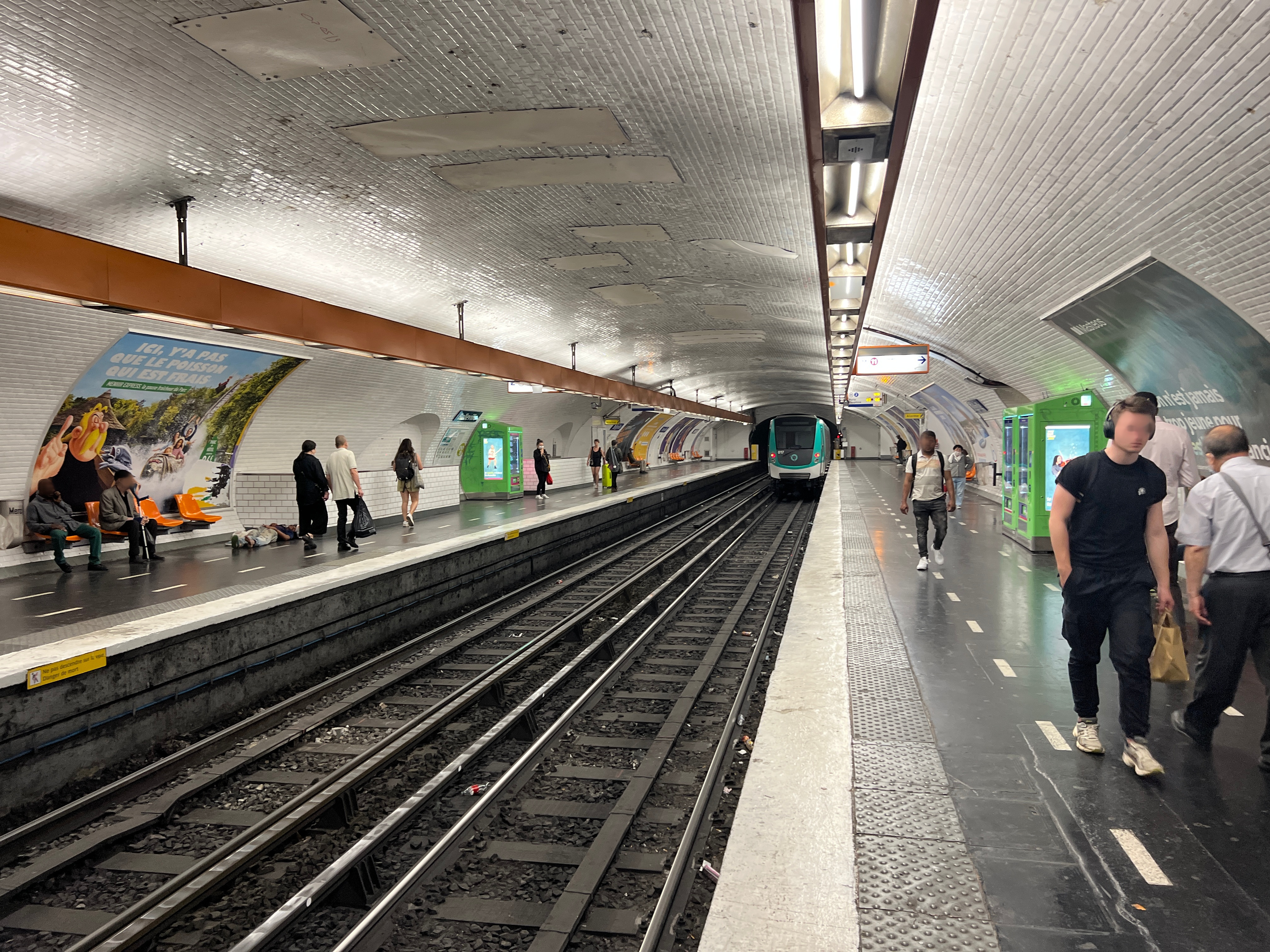
Les quais vus en direction de Porte Dauphine.
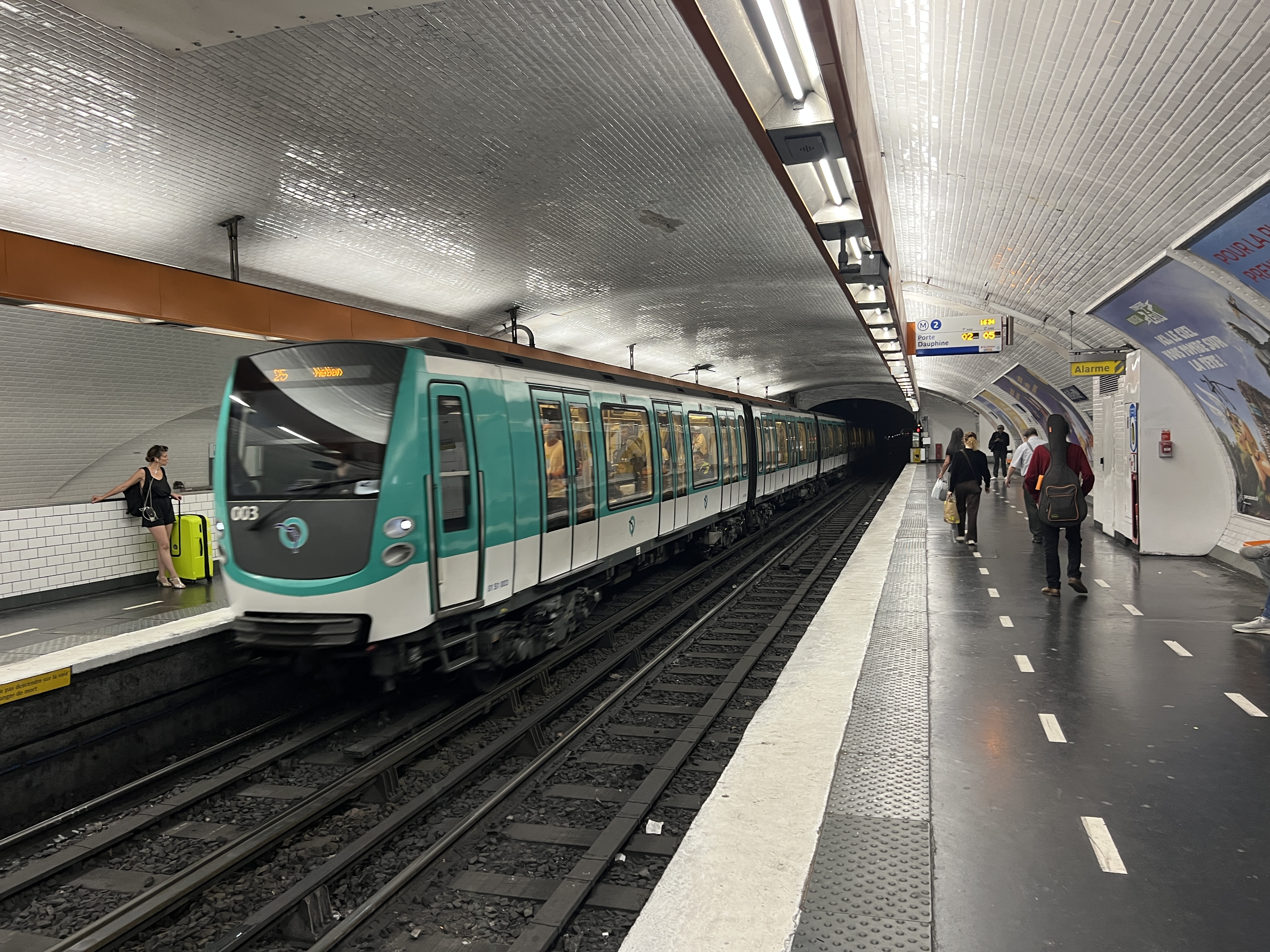
Arrivée d'une rame MF 01 en direction de Nation.
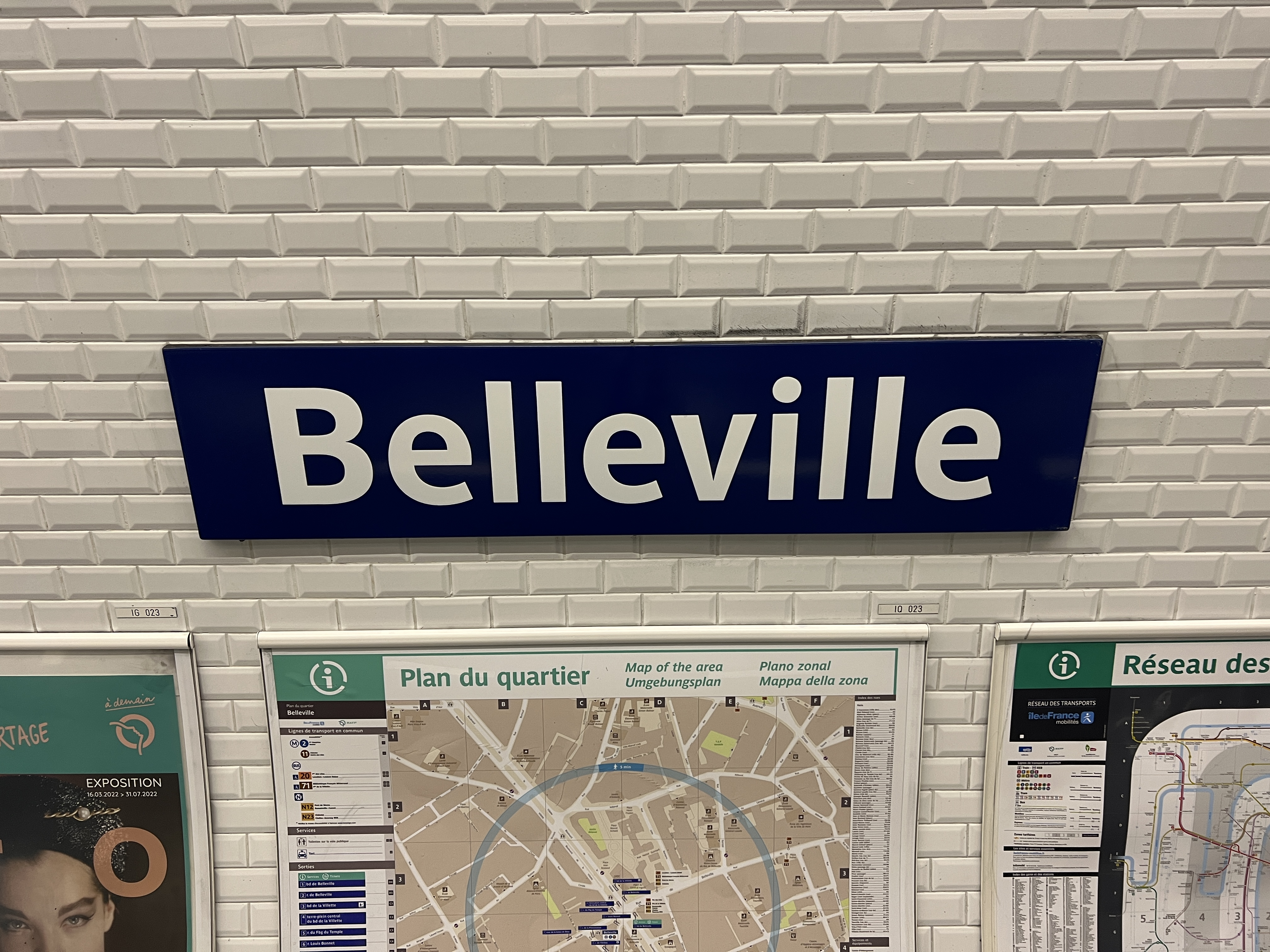
Plaque émaillée indiquant le nom de la station.

Sur la ligne 11, les rampes lumineuses et les sièges sont de teinte verte, tandis que le carrelage blanc biseauté recouvre les piédroits, la voûte ainsi que les tympans, comme sur les quais de la ligne 2. En revanche, les cadres publicitaires sont en faïence de couleur miel à motifs végétaux et le nom de la station est également incorporé dans la céramique murale, selon le style décoratif d'entre-deux-guerres de la CMP d'origine. Les quais sont carrelés en gris anthracite, comme dans l'ensemble des stations souterraines de la ligne 11, afin de permettre l'accueil des nouvelles rames MP 14.

Quais de la ligne 11
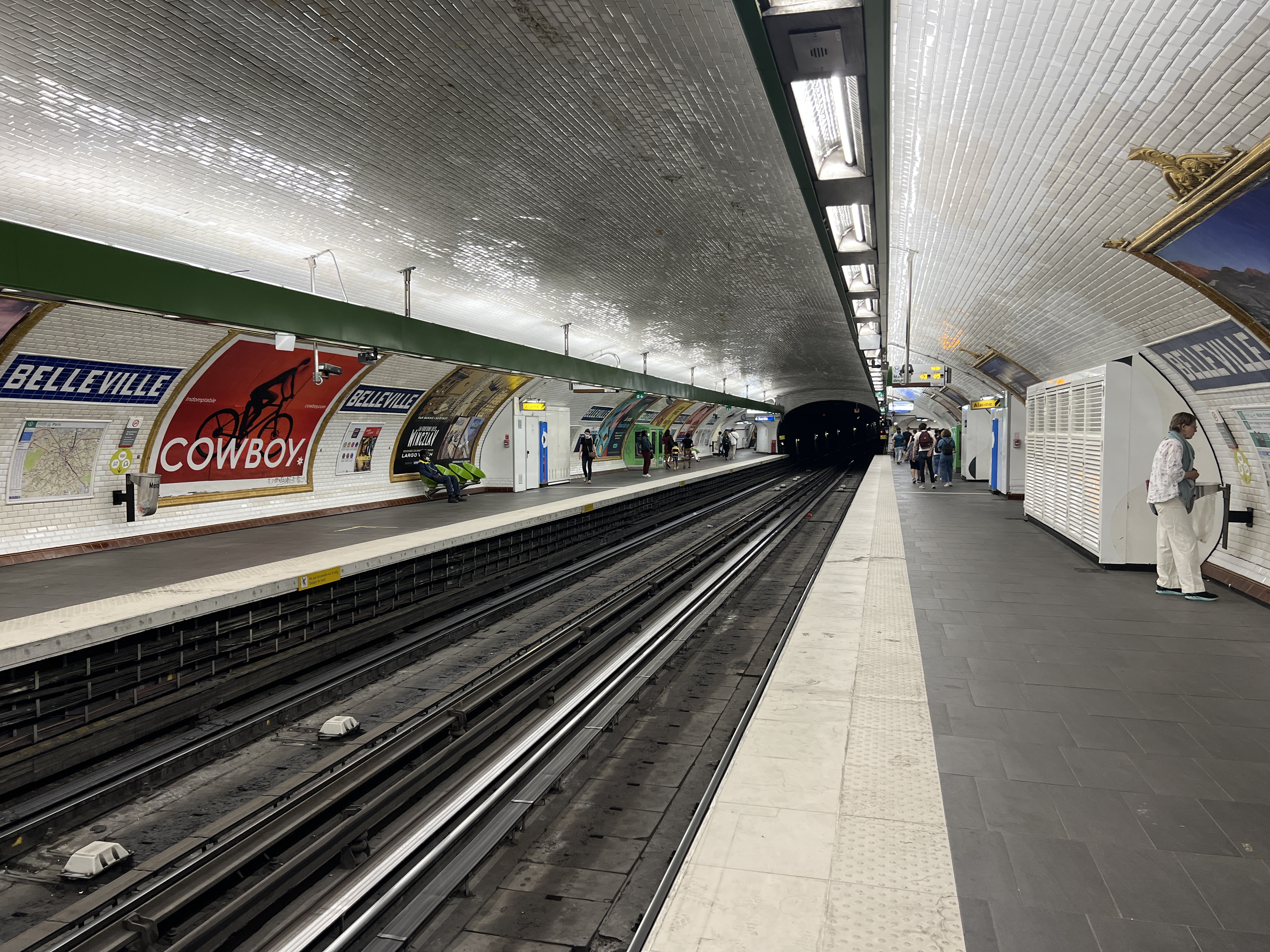
Vue des quais vers l'actuelle direction Rosny-Bois-Perrier.
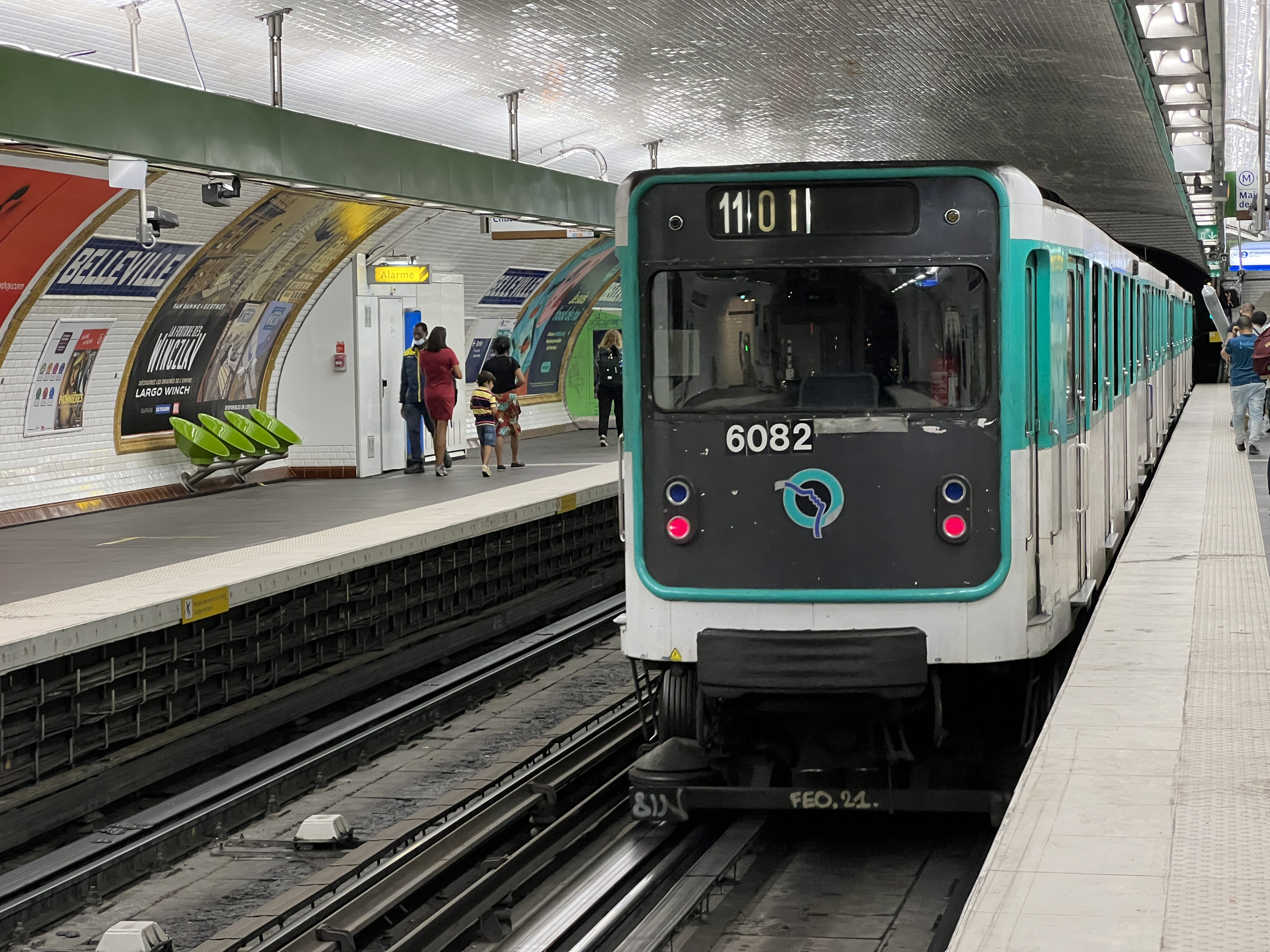
Départ d'une rame MP 59 pour Mairie des Lilas.
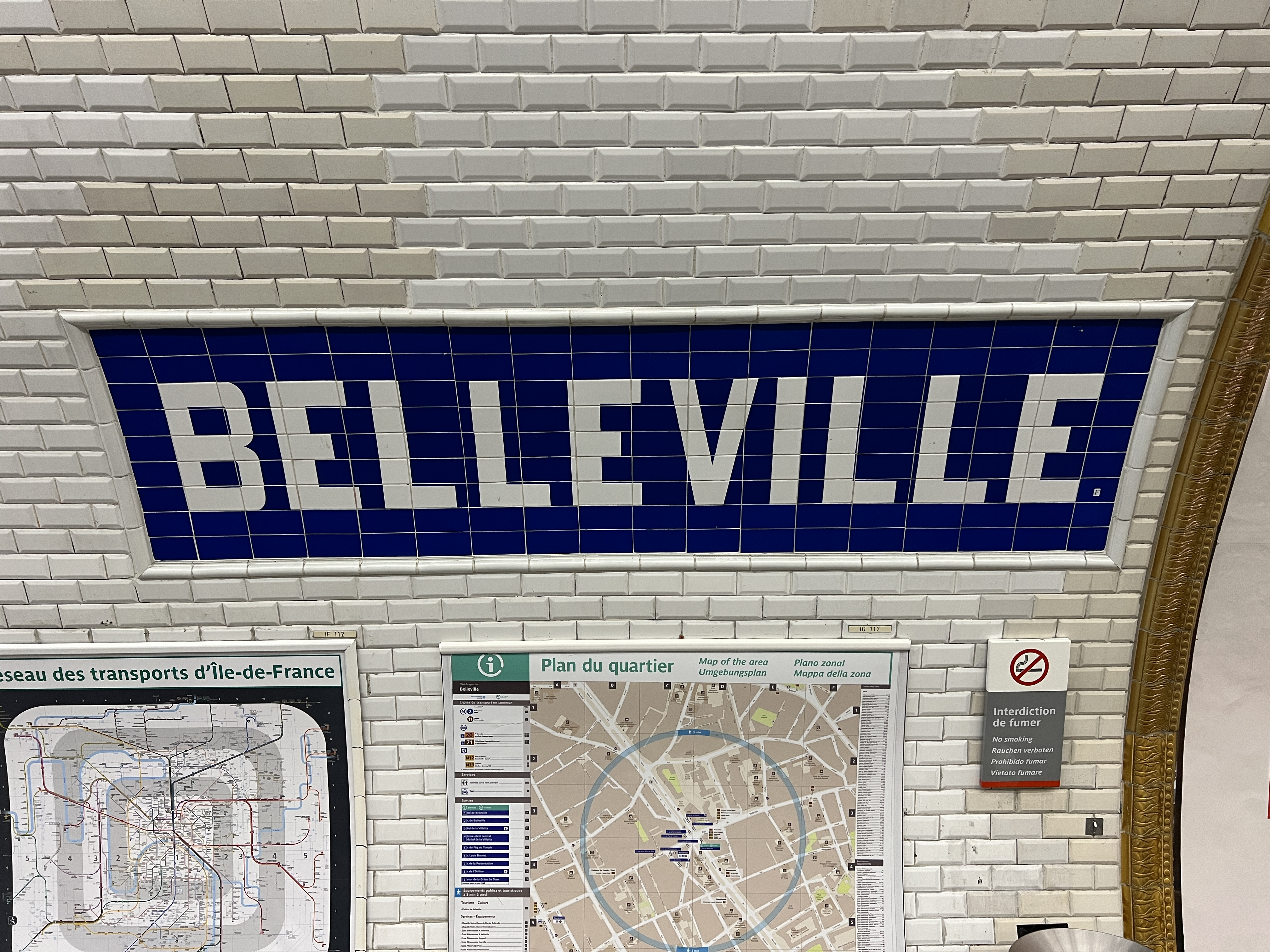
Faïence murale incorporant le nom de la station.

### Intermodalité
La station est desservie par les lignes 20 et 71 du réseau de bus RATP, et, la nuit, par les lignes N12 et N23 du réseau Noctilien.

## Fréquentation
Nombre de voyageurs entrés à cette  station :
| Année                      | 2013       | 2014       | 2015       | 2016       | 2017       | 2018       | 2019       | 2020      | 2021      |
| -------------------------- | ---------- | ---------- | ---------- | ---------- | ---------- | ---------- | ---------- | --------- | --------- |
| Nombre de voyageurs par an | 11 558 246 | 11 598 308 | 11 464 280 | 11 402 348 | 11 595 446 | 11 755 857 | 10 735 544 | 5 680 933 | 7 314 438 |
| Rang                       | 15e        | 15e        | 16e        | 14e        | 13e        | 12e        | 13e        | 12e       | 12e       |
| Nombre de stations         | 302        | 302        | 302        | 302        | 302        | 302        | 302        | 304       | 304       |

## À proximité
- Théâtre de Belleville (remplaçant l'ancien Tambour royal)
- Palais du Commerce et son bal, La Java
- Square Jules-Verne
- Jardin de l'Îlot-Rébeval
- École nationale supérieure d'architecture de Paris-Belleville